# 丹尼爾斯 (馬里蘭州)
丹尼爾斯（英語：Daniels）是位於美國馬里蘭州霍華德縣的一個鬼鎮。

## 地理
丹尼爾斯所處的海拔為高於海平面66米（即217英呎），而該地所採用的時區為UTC-5，即北美东部時區（EST）。同時該地設有夏令時間，為UTC-5調快一小時，即UTC-4（EDT）。